# マリオ・カステルヌオーヴォ＝テデスコ
マリオ・カステルヌオーヴォ＝テデスコ（Mario Castelnuovo-Tedesco, 1895年4月3日 - 1968年3月16日）は、イタリアのユダヤ系作曲家。

## 経歴
フィレンツェにおいて、イタリア系ユダヤ人（セファルディ系）の銀行家の家庭に生まれる。母親にピアノの手ほどきを受け、9歳にして最初のピアノ曲を作曲。1914年にフィレンツェ音楽院のピアノ科を修了すると、作曲科に転じてイルデブランド・ピツェッティに師事し、1918年に卒業資格を得る。間もなく、フランス帰りの作曲家でピアニストのアルフレード・カゼッラにより注目され、作品を演奏会でとり上げられるようになる。カゼッラは、カステルヌオーヴォ＝テデスコの作品が国民音楽協会（イタリア現代音楽協会の前身）の演奏会でも取り上げられるべきだと考え、前途有望な新進作曲家のひとりとしてヨーロッパ中に売り出すことを図った。カステルヌオーヴォ＝テデスコの作品は、1922年度国際現代音楽協会ザルツブルク大会に取り上げられた。
1926年、ニッコロ・マキャヴェッリ原作の自作のオペラ《マンドラゴラ Op. 20》を初演。これは偉大な文芸作品に着想を得た最初の作品であり、このほかに、アイスキュロスやウェルギリウス、ウィリアム・シェイクスピア、ウィリアム・ワーズワース、ウォルト・ホイットマン、ジョン・キーツの作品を原作として作曲を行なった。民族的な素材による作品として、旧約聖書やユダヤ教の典礼に基づく《ヴァイオリン協奏曲 第2番「預言者たち」》がある。これはヤッシャ・ハイフェッツの依嘱作品で、反ユダヤ主義がヨーロッパ中にはびこる中で、ユダヤ系の血統への自負や、作曲者自身の言を借りると「昔日の輝き」を表現したものである。
1932年度国際現代音楽協会(ISCM)ヴェネツィア大会で、スペインのギタリスト、アンドレス・セゴビアと初めて出逢う。この出会いに触発されて《ギター協奏曲 第1番》を作曲、100曲余りあるギター曲の第1作となった。これによってカステルヌオーヴォ＝テデスコは、20世紀におけるギター音楽作曲の大家との名声を得る。ほかに主要なギター作品として、《世紀を越える変奏曲》、ギター・ソナタ《ボッケリーニを称えて》、ギターと朗読者のためのメロドラマ《プラテーロとわたし》（日本語版は岸田今日子や江守徹によって上演されている）など。
その翌年にイタリアのファシスト政権が文化綱領を明らかにするが、それは芸術をプロパガンダの道具と見て、人種主義を広めようとするものだった。ムッソリーニが1938年に公的に人種政策を採用する前から、すでにカステルヌオーヴォ＝テデスコは放送局や演奏会場から締め出しを食らっていた。しかしながら、彼にイタリア脱出を決意させたのは人種法だったのである。スカラ座の前音楽監督のアルトゥーロ・トスカニーニに手紙を書いて窮地を訴えると、トスカニーニは渡米するなら支援するとの約束を返してきた。1939年、第二次世界大戦開始の直前にカステルヌオーヴォ＝テデスコはイタリアを離れた。
ファシズムから避難した多くの人たちのように、カステルヌオーヴォ＝テデスコもハリウッドに行き着いた。ハリウッドではハイフェッツの援助のもとに、メトロ・ゴールドウィン・メイヤー（MGM）と契約して映画音楽の作曲家となった。それから15年の間に、MGM以外のものも含めて、約200点の映画に楽曲を提供した。ヘンリー・マンシーニ、ジェリー・ゴールドスミス、ジョン・ウィリアムズやアンドレ・プレヴィン、スコット・ブラッドリーらの、後輩商業音楽作曲家に対する影響は大きい。自作に対する映画音楽からの影響を否定したが、オペラがヨーロッパの芸術形態であるように、映画は本質的にアメリカ的な芸術形態なのだと割り切っていた。アメリカ合衆国でも新しいオペラの作曲を続け再起を賭けたものの、《終わりよければ全てよし Op. 182》と《サウル Op. 191》は生前および没後も上演されることはなく、娯楽作品として構想された《真面目が肝心 Op. 198》が死後上演された最後のオペラになった。
ハイフェッツが引退コンサートで最後に演奏したアンコール曲目は、カステルヌオーヴォ＝テデスコの《海のさざめき》であった。前衛音楽の方向に舵を切ることがアメリカへの移住でなくなったため、ギター業界と映画業界以外ではほとんど忘れ去られている。

## 映画音楽
カステルヌオーヴォ＝テデスコのスコアとしてよく知られているのはルネ・クレールの『そして誰もいなくなった』 (1945)、チャールズ・ヴィダーの『カルメン』 (1948) などであるが、クレジットされている作品以外にも多数の映画音楽を作曲している（たとえば『名犬ラッシー 家路』 (1943) ）。名前がクレジットされていない作品の多くは、時間的制約ほかさまざまな理由で他の作曲家に手を貸したり、低予算の映画に既存の楽曲を提供したりした物である。